# 9458 Beaumont
9458 Beaumont este o planetă minoră (asteroid), cu un diametru de 4,003 km, din centura de asteroizi. A fost descoperită pe 31 martie 1998 la Experimental Test Site⁠(d) de Lincoln Near-Earth Asteroid Research. 
Obiectul prezintă o orbită caracterizată de o semiaxă mare de 2,560751 UAi, o excentricitate de 0,16, o înclinație de 4,22911 ° în raport cu ecliptica.